# Álex Bergantiños
Alejandro Bergantiños García – detto Álex – (La Coruña, 7 giugno 1985) è un ex calciatore spagnolo, di ruolo centrocampista.